# Хунов Анатолій Ісмаїлович
Анатолій Ісмаїлович Хунов (25 березня 1940, Краснодар — 17 березня 2022) — український політик (Комуністична партія України), народний депутат України I, II, III скликання.

## Біографія
Народився 25 березня 1940 р. у м. Краснодар, Росія.
У 1958–1959 роках працював вантажником, верстатником ліспромгоспу у Краснодарі. У 1959–1962 роках проходив строкову військову службу в радянській армії. У 1967 р. закінчив Краснодарський політехнічний інститут, факультет «Машини і апарати харчових виробництв», та отримав спеціальність «інженер-механік». Після закінчення інституту його направили до м. Лиман Донецької області.
У 1967–1971 роках обіймав посаду головного інженера Краснолиманського консервного заводу, у 1971 році став там директором. У 1973–1993 роках працював начальником відділу, пізніше — начальником орендного підприємства «Організація робітничого постачання» Краснолиманського відділення Донецької залізниці. У 1993–1995 роках — генеральний директор, голова ради акціонерів АТ «Організація робітничого постачання».

## Політична діяльність
Анатолій Хунов був з 1962 по 1991 рік членом Комуністичної партії Радянського Союзу. У 1993 році, після розпуску КПРС, вступив до Комуністичної партії України.
З листопада 1992 року по квітень 1994 року — народний депутат України 12-го (1-го) скликання (за Краснолиманським виборчим округом № 130 Донецької області). Був членом Комісії з питань державного суверенітету, міжреспубліканських і міжнаціональних відносин. До груп, фракцій не входив.

Могила Анатолія Хунова, Байкове кладовище

З березня 1994 року по травень 1998 року — народний депутат України 2-го скликання (за Краснолиманським виборчим округом № 130 Донецької області, висунутий виборцями). Член Комітету з іноземних справ і зв'язків з СНД. Член фракції КПУ.
У 1998–2002 роках — народний депутат України третього скликання (від КПУ, № 83 в списку). З травня 1998 року — член фракції КПУ, з липня 1998 року входив до Комітету з іноземних справ і зв'язків з СНД, голова підкомітету з питань зовнішньоекономічних зв'язків Комітету у закордонних справах.
У 2003 році призначений уповноваженим представником зі зв'язків з ВР України та органами виконавчої влади Донецької залізниці.
У червні 2021 року, менше ніж за рік до повномасштабного вторгнення Росії в Україну, взяв участь у конференції Антифашистського комітету України під назвою «Вероломное нападение нацистской Германии и ее сателлитов 22 июня 1941 года на СССР – начало бессмертного подвига советского народа и его Красной Армии в ходе развернувшийся Великой Отечественной войны против фашистских оккупантов».
Помер на 82-му році життя 17 березня 2022 року. Похований у колумбарії Байкового кладовища, біля крематорію.

## Нагороди
- Орден Трудового Червоного Прапора
- Орден Дружби народів
- знак «Почесний залізничник»
- медаль «90 років Радянських Збройних сил»